# Peperomia endlichii
Peperomia endlichii är en pepparväxtart som beskrevs av C. Dc.. Peperomia endlichii ingår i släktet peperomior, och familjen pepparväxter. Inga underarter finns listade i Catalogue of Life.